# 白河市
白河市（しらかわし）は、福島県中通り南部に位置する市。
古代に白河の関が置かれて以来、みちのくの玄関口として知られる。

## 地理
那須高原に面し、低地の白河盆地にかけて市街地及び農耕地が広がっている。夏涼しく、冬は寒冷であるものの市街地の積雪は少ない気象環境である。
- 河川：阿武隈川

### 隣接している自治体
福島県
- 西白河郡：西郷村、泉崎村、中島村、矢吹町
- 東白川郡：棚倉町
- 石川郡：石川町、浅川町
- 岩瀬郡：天栄村

栃木県
- 那須郡：那須町

### 気候
- 最高気温 - 36.0℃（2012年〈平成24年〉7月17日、2024年〈令和6年〉7月7日）
- 最低気温 - -13.6℃（1967年〈昭和42年〉2月15日）
- 最大日降水量 - 368.5ミリ（2019年〈令和元年〉10月12日）
- 最大瞬間風速 - 47.0メートル（1965年〈昭和40年〉1月9日）
- 最深積雪 - 76センチ（2014年〈平成26年〉2月15日）→平成26年の大雪
- 夏日最多日数 - 109日（2023年〈令和5年〉、2024年〈令和6年〉）
- 真夏日最多日数 - 68日（2023年〈令和5年〉）
- 猛暑日最多日数 - 4日（2015年〈平成27年〉)
- 熱帯夜最多日数 - 1日（1952年〈昭和27年〉）、(2019年〈令和元年〉)
- 冬日最多日数 - 136日（1984年〈昭和59年〉）
- 真冬日最多日数 - 22日（1945年〈昭和20年〉）

| 白河市郭内（白河特別地域気象観測所、標高355m）の気候    | 白河市郭内（白河特別地域気象観測所、標高355m）の気候 | 白河市郭内（白河特別地域気象観測所、標高355m）の気候 | 白河市郭内（白河特別地域気象観測所、標高355m）の気候 | 白河市郭内（白河特別地域気象観測所、標高355m）の気候 | 白河市郭内（白河特別地域気象観測所、標高355m）の気候 | 白河市郭内（白河特別地域気象観測所、標高355m）の気候 | 白河市郭内（白河特別地域気象観測所、標高355m）の気候 | 白河市郭内（白河特別地域気象観測所、標高355m）の気候 | 白河市郭内（白河特別地域気象観測所、標高355m）の気候 | 白河市郭内（白河特別地域気象観測所、標高355m）の気候 | 白河市郭内（白河特別地域気象観測所、標高355m）の気候 | 白河市郭内（白河特別地域気象観測所、標高355m）の気候 | 白河市郭内（白河特別地域気象観測所、標高355m）の気候 |
| 月                                                      | 1月                                                  | 2月                                                  | 3月                                                  | 4月                                                  | 5月                                                  | 6月                                                  | 7月                                                  | 8月                                                  | 9月                                                  | 10月                                                 | 11月                                                 | 12月                                                 | 年                                                   |
| ------------------------------------------------------- | ---------------------------------------------------- | ---------------------------------------------------- | ---------------------------------------------------- | ---------------------------------------------------- | ---------------------------------------------------- | ---------------------------------------------------- | ---------------------------------------------------- | ---------------------------------------------------- | ---------------------------------------------------- | ---------------------------------------------------- | ---------------------------------------------------- | ---------------------------------------------------- | ---------------------------------------------------- |
| 最高気温記録 °C （°F）                                  | 17.1 (62.8)                                          | 19.9 (67.8)                                          | 23.5 (74.3)                                          | 28.9 (84)                                            | 32.9 (91.2)                                          | 34.1 (93.4)                                          | 36.0 (96.8)                                          | 35.9 (96.6)                                          | 33.5 (92.3)                                          | 28.7 (83.7)                                          | 23.3 (73.9)                                          | 20.7 (69.3)                                          | 36.0 (96.8)                                          |
| 平均最高気温 °C （°F）                                  | 5.0 (41)                                             | 6.0 (42.8)                                           | 9.8 (49.6)                                           | 15.9 (60.6)                                          | 21.1 (70)                                            | 24.0 (75.2)                                          | 27.4 (81.3)                                          | 28.7 (83.7)                                          | 24.5 (76.1)                                          | 18.9 (66)                                            | 13.3 (55.9)                                          | 7.8 (46)                                             | 16.9 (62.4)                                          |
| 日平均気温 °C （°F）                                    | 0.6 (33.1)                                           | 1.2 (34.2)                                           | 4.5 (40.1)                                           | 10.2 (50.4)                                          | 15.5 (59.9)                                          | 19.1 (66.4)                                          | 22.8 (73)                                            | 23.7 (74.7)                                          | 19.8 (67.6)                                          | 14.0 (57.2)                                          | 8.1 (46.6)                                           | 3.1 (37.6)                                           | 11.9 (53.4)                                          |
| 平均最低気温 °C （°F）                                  | −3.3 (26.1)                                          | −3.0 (26.6)                                          | −0.3 (31.5)                                          | 4.7 (40.5)                                           | 10.3 (50.5)                                          | 15.0 (59)                                            | 19.3 (66.7)                                          | 20.2 (68.4)                                          | 16.2 (61.2)                                          | 9.9 (49.8)                                           | 3.4 (38.1)                                           | −1.0 (30.2)                                          | 7.6 (45.7)                                           |
| 最低気温記録 °C （°F）                                  | −13.4 (7.9)                                          | −13.6 (7.5)                                          | −12.3 (9.9)                                          | −6.0 (21.2)                                          | −2.3 (27.9)                                          | 5.1 (41.2)                                           | 7.2 (45)                                             | 11.1 (52)                                            | 3.9 (39)                                             | −2.5 (27.5)                                          | −6.8 (19.8)                                          | −12.4 (9.7)                                          | −13.6 (7.5)                                          |
| 降水量 mm （inch）                                      | 44.1 (1.736)                                         | 34.8 (1.37)                                          | 78.9 (3.106)                                         | 101.7 (4.004)                                        | 122.6 (4.827)                                        | 149.8 (5.898)                                        | 233.2 (9.181)                                        | 206.0 (8.11)                                         | 211.4 (8.323)                                        | 166.3 (6.547)                                        | 66.3 (2.61)                                          | 41.7 (1.642)                                         | 1,456.7 (57.35)                                      |
| 降雪量 cm （inch）                                      | 36 (14.2)                                            | 25 (9.8)                                             | 14 (5.5)                                             | 2 (0.8)                                              | 0 (0)                                                | 0 (0)                                                | 0 (0)                                                | 0 (0)                                                | 0 (0)                                                | 0 (0)                                                | 1 (0.4)                                              | 12 (4.7)                                             | 90 (35.4)                                            |
| 平均降水日数 （≥0.5 mm）                                | 6.8                                                  | 6.3                                                  | 10.0                                                 | 10.7                                                 | 12.0                                                 | 15.0                                                 | 17.4                                                 | 14.9                                                 | 13.6                                                 | 11.1                                                 | 7.5                                                  | 7.1                                                  | 132.4                                                |
| 平均降雪日数                                            | 22.7                                                 | 17.9                                                 | 14.2                                                 | 2.8                                                  | 0.0                                                  | 0.0                                                  | 0.0                                                  | 0.0                                                  | 0.0                                                  | 0.0                                                  | 4.1                                                  | 15.9                                                 | 77.8                                                 |
| % 湿度                                                  | 67                                                   | 64                                                   | 63                                                   | 64                                                   | 69                                                   | 78                                                   | 83                                                   | 82                                                   | 82                                                   | 78                                                   | 74                                                   | 70                                                   | 73                                                   |
| 平均月間日照時間                                        | 151.4                                                | 156.1                                                | 179.9                                                | 182.8                                                | 182.0                                                | 130.5                                                | 120.9                                                | 142.1                                                | 119.3                                                | 134.0                                                | 145.7                                                | 146.8                                                | 1,790.7                                              |
| 出典：気象庁 (平均値：1991年-2020年、極値：1940年-現在) |                                                      |                                                      |                                                      |                                                      |                                                      |                                                      |                                                      |                                                      |                                                      |                                                      |                                                      |                                                      |                                                      |

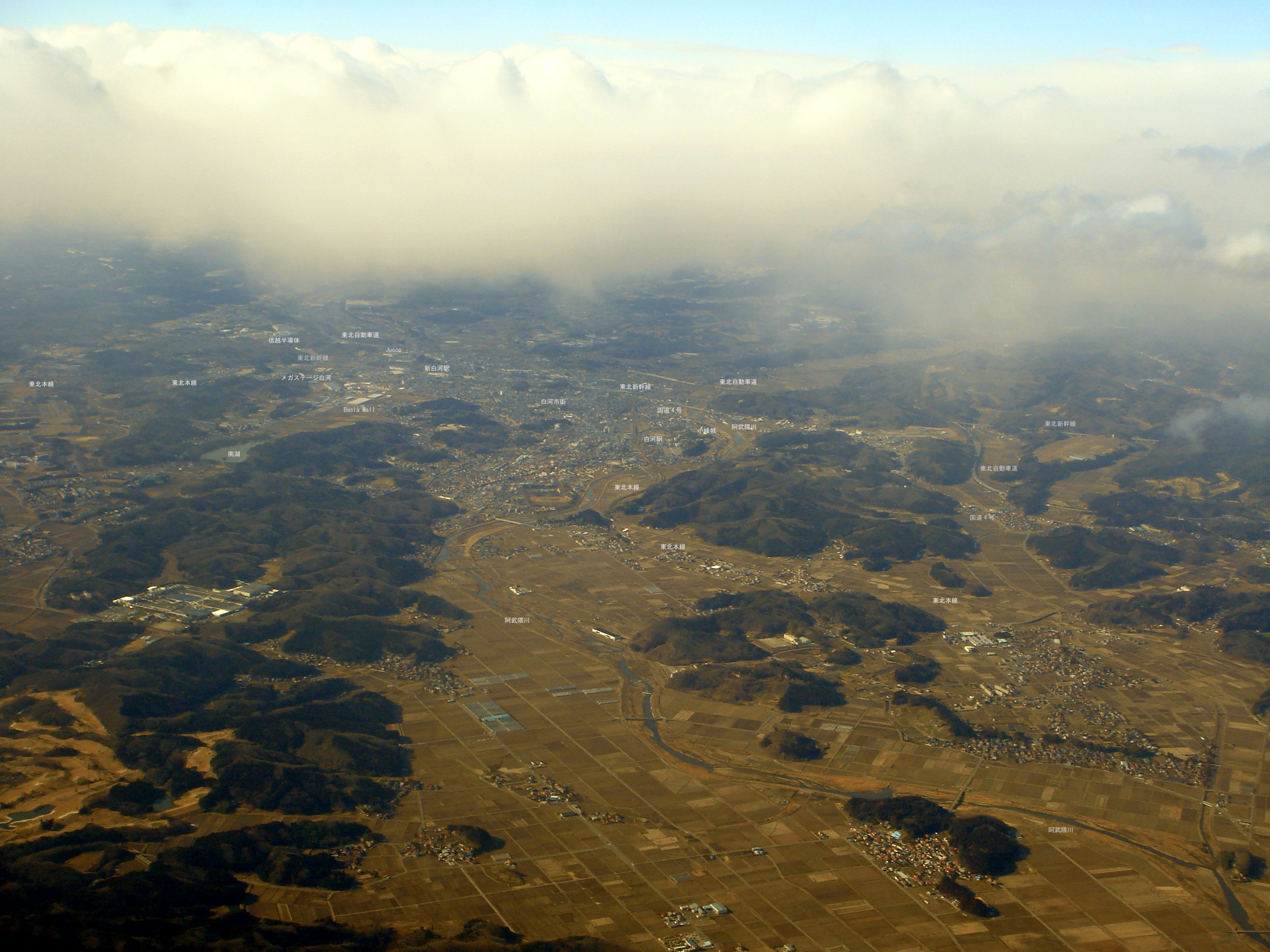
東側より見る白河市街地（2007年1月撮影）
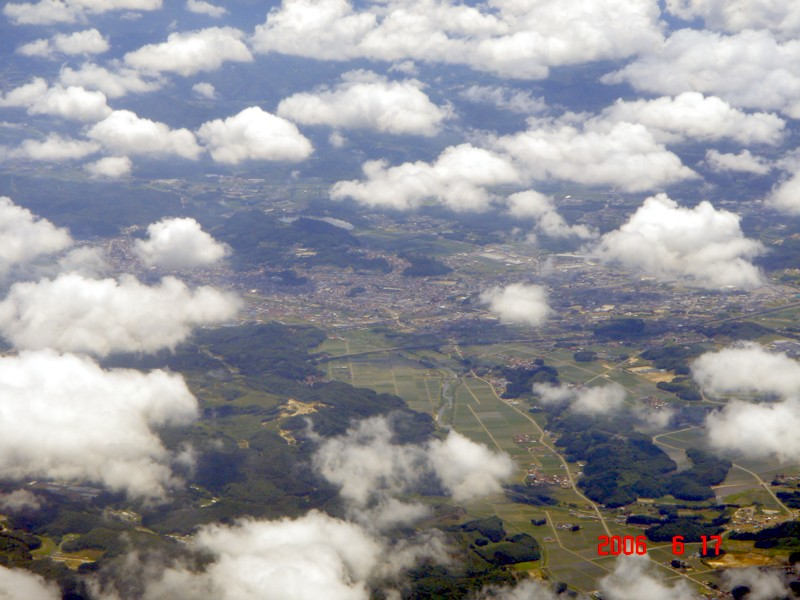
北側より見る白河市街地 手前から阿武隈川、東北自動車道、東北新幹線、奥に南湖を望む（2006年6月撮影）
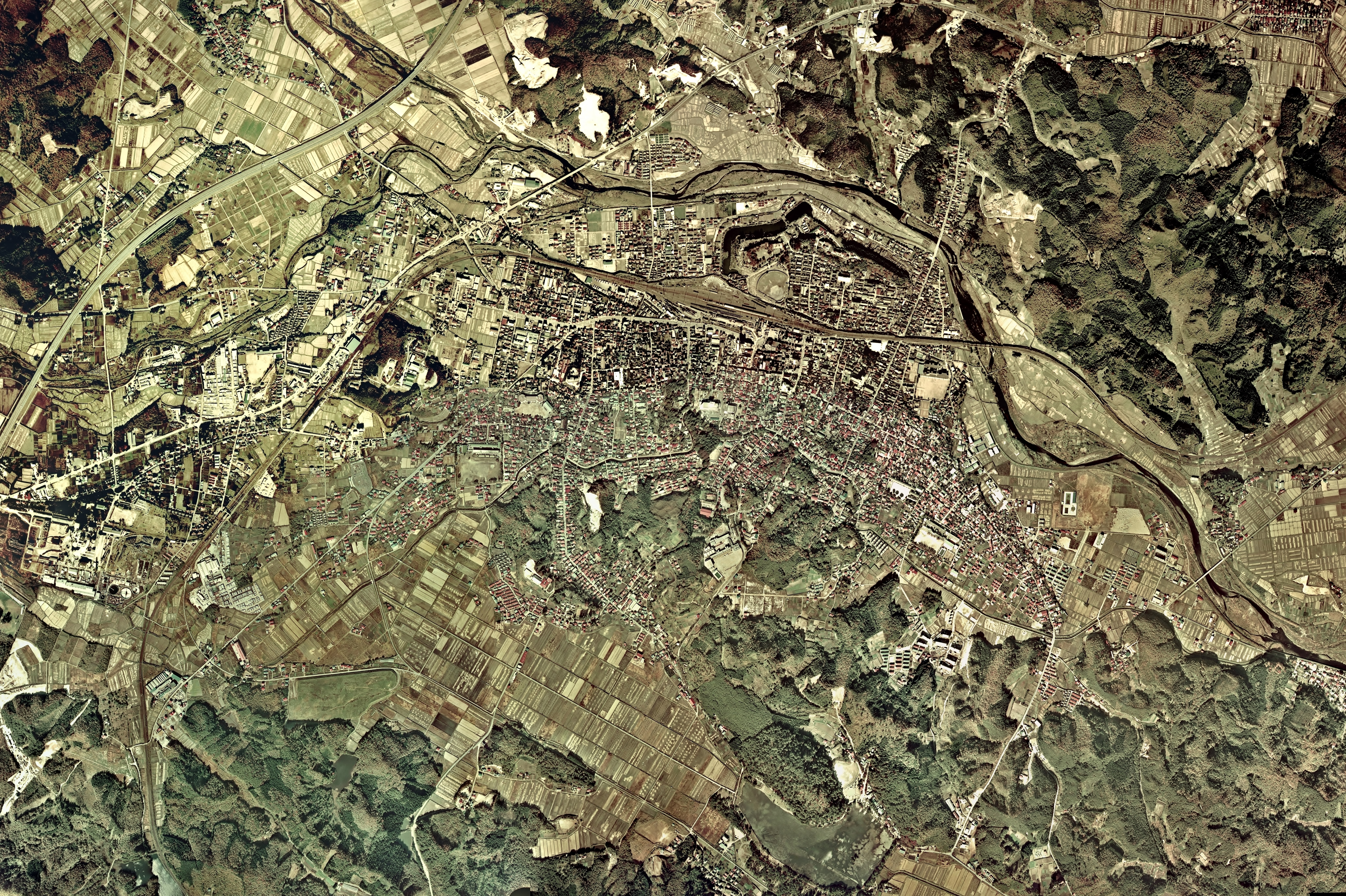
白河市中心部周辺（1975年撮影）

## 人口
| |                                        |  |
| 白河市と全国の年齢別人口分布（2005年） | 白河市の年齢・男女別人口分布（2005年） |  |
| ■紫色 ― 白河市 ■緑色 ― 日本全国 | ■青色 ― 男性 ■赤色 ― 女性              |  |
| 白河市（に相当する地域）の人口の推移 \| 1970年（昭和45年） \| 58,896人 \| \| \| 1975年（昭和50年） \| 59,821人 \| \| \| 1980年（昭和55年） \| 60,253人 \| \| \| 1985年（昭和60年） \| 62,596人 \| \| \| 1990年（平成2年） \| 63,839人 \| \| \| 1995年（平成7年） \| 65,155人 \| \| \| 2000年（平成12年） \| 66,048人 \| \| \| 2005年（平成17年） \| 65,707人 \| \| \| 2010年（平成22年） \| 64,704人 \| \| \| 2015年（平成27年） \| 61,913人 \| \| \| 2020年（令和2年） \| 59,491人 \| \| |                                        |  |
| 総務省統計局 国勢調査より |                                        |  |
| 1970年（昭和45年） | 58,896人                               |  |
| 1975年（昭和50年） | 59,821人                               |  |
| 1980年（昭和55年） | 60,253人                               |  |
| 1985年（昭和60年） | 62,596人                               |  |
| 1990年（平成2年） | 63,839人                               |  |
| 1995年（平成7年） | 65,155人                               |  |
| 2000年（平成12年） | 66,048人                               |  |
| 2005年（平成17年） | 65,707人                               |  |
| 2010年（平成22年） | 64,704人                               |  |
| 2015年（平成27年） | 61,913人                               |  |
| 2020年（令和2年） | 59,491人                               |  |

## 統計
- 総人口 - 65,707人（2005年）
- 世帯数 - 22,320世帯（2005年）
- 年少（15歳未満）人口率 - 15.7％（2005年）
- 高齢（65歳以上）人口率 - 20.9％（2005年）
- 昼間人口 - 66,803人（2000年）
- 労働力人口 - 34,983人（2000年）
- 第1次産業就業者数 - 2,740人（2000年）
- 第2次産業就業者数 - 13,648人（2000年）
- 第3次産業就業者数 - 17,146人（2000年）
- 農業産出額 - 9,540百万円（2004年）
- 製造品出荷額等 - 281,310百万円（2004年）
- 商業年間商品販売額 - 115,130百万円（2003年）

## 歴史

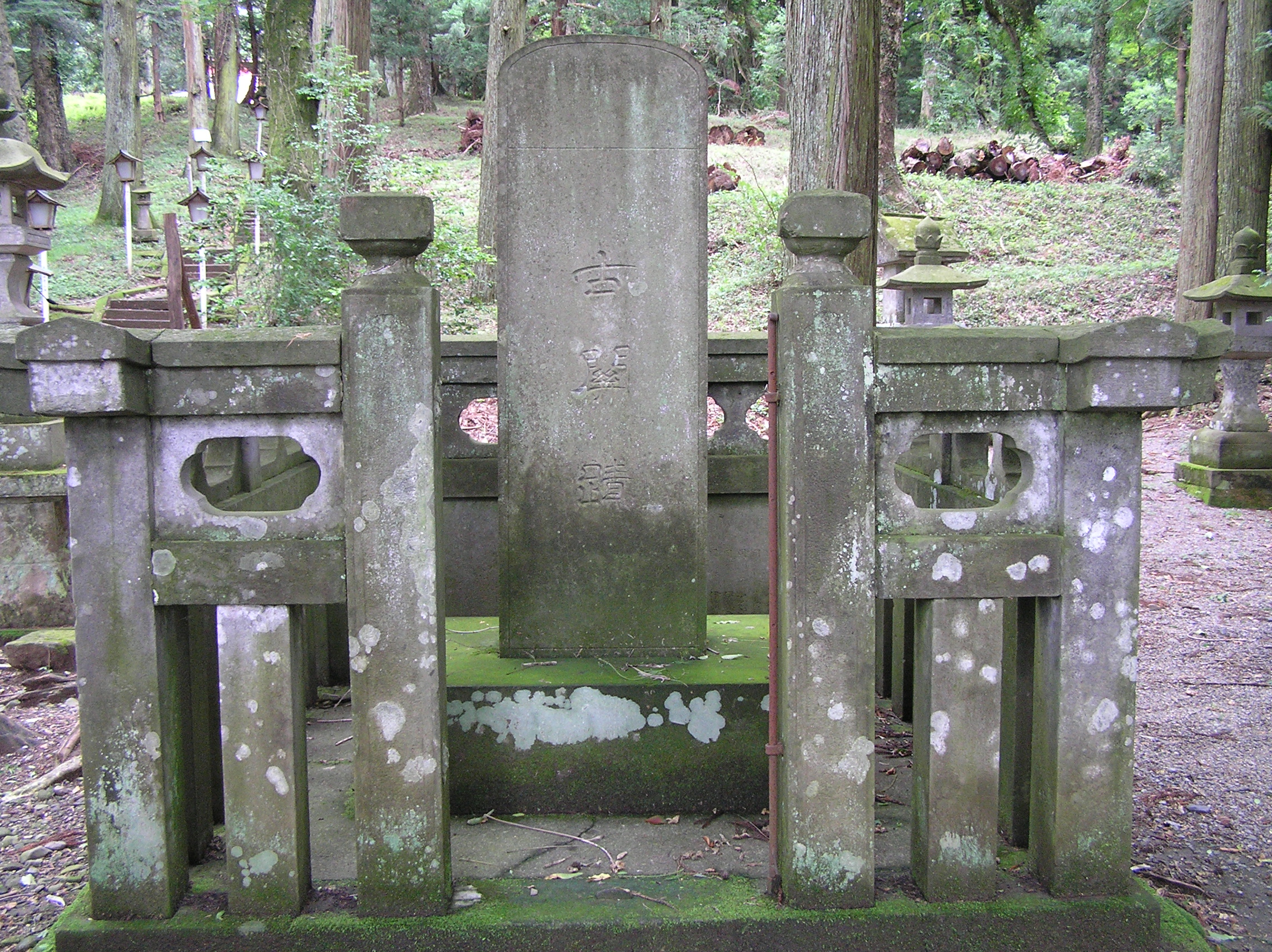
白河の関 古関蹟

古代、白河は奥州の要として重要視され文献にも登場していた。それは陸奥国最大の面積を有していたこと、延喜式神名帳において建国の大祖神として奥州三ノ宮の一つに挙げられていたことからも要衝の地であったことが伺われる。
平安時代には能因法師が「都をば霞とともに立ちしかど秋風ぞ吹く白河の関」と詠んでいる。能因法師以外にも「白河の関」を詠んだ歌は数多く、後年、松尾芭蕉はおくのほそ道の中でそれらの歌や散文をもとにして、白河到着時の情景を詠っている。下記は「おくのほそ道」（岩波文庫）よりの引用である。
心許なき日かず重るまゝに、白川の関にかゝりて旅心定りぬ。「いかで都へ」と便求しも断也。中にも此関は三関の一にして、風ソウ（馬偏に躁の旁。騒と同字）の人心をとゞむ。秋風を耳に残し、紅葉を俤にして、青葉の梢猶あはれ也。卯の花の白妙に、茨の花の咲そひて、雪にもこゆる心地ぞする。古人冠を正し衣装を改し事など、清輔の筆にもとゞめ置れしとぞ。　　　　　　　　　　　　　　　　　　卯の花をかざしに関の晴着かな　　　曾良　　　
「おくのほそ道」では、有名な書き出しの部分にも「春立てる霞の空に白河の関越えんと…」とある。また、芭蕉に同行した河合曾良の随行日記には、おくのほそ道本文よりも詳しい記述があり、そこに記されている街並みや、宗祇もどしの逸話にまつわる碑が今も市内に残る。同随行日記は上掲岩波文庫版「おくのほそ道」に所載されている。

### 江戸時代まで
古代には白河の関が置かれ広くその名は知られていた。江戸時代、城主松平定信が候補地を比定して、現在公園として整備されている辺りを関跡としたのが有力とされている。
中世期には、小山氏の流れをくむ結城氏（白河結城氏）の所領となった。長く二つの結城家(白河氏と小峰氏)が比較的平和裏に所領を分割統治していたとされ、両家の居城が今も白川城（搦目城）、白河城として市内に残っている。伊達氏をもしのぐ力を有していたとされるが、戦国時代には両結城家による抗争が起こり、さらには佐竹氏の攻撃を受けるなどがあった。
江戸時代最初期、丹羽氏によって城下町が整備され、それ以降は、譜代中藩（一時期親藩）で老中を輩出した名門白河藩の城下町として栄えた。奥州街道（五街道の一つ）起点の地でもあった。
その後（榊原氏、諸松平氏、本多氏、阿部氏）親藩・譜代大名家が藩主として赴き、幕末には藩主阿部正外が江戸老中として諸外国との折衝役にあたる難局を担った。結局、阿部の神戸港開港の判断が攘夷派の反発を招くこととなり、棚倉藩へと移封され白河藩領は天領とされた。こうした藩不在という状況にもかかわらず、戊辰戦争において白河の地は東西両軍にとって要衝の地と目されたため、一大激戦地になるという悲劇を生むこととなった。
歴史遺産や市街の多くを消失したが、それまでの藩域は現在の岩瀬郡、須賀川市にまで及んでおり、県内では会津藩に次ぐ大藩であった。日本初の公園といわれる南湖公園の造営や日本最古の百科事典集古十種を編纂し寛政の改革を主導した松平定信は今日でも広く市民に親しまれている。定信は藩士の子弟のための藩校立教館と共に、庶民のための郷校 敷教舎も設置し、民衆に学問への道を開いた。
歌枕の聖地、洪水と称されるほど古来多くの和歌が都人などにも詠われ残されている。

### 明治時代以後
- 1887年（明治20年）7月16日 - 東北本線の黒磯 - 郡山間が開通。
- 1889年（明治22年）4月1日 - 町村制施行に伴い西白河郡白河町が発足。
- 1944年（昭和19年）12月11日 - 鉄道・白棚線が廃止。代替として路線バスが運行開始される。
- 1949年（昭和24年）4月1日 - 大沼村と合併して市制を施行し、白河市が発足。
- 1952年（昭和27年） - 計量法の施行に伴い、同法に基づく計量特定市に指定される[5]。
- 1954年（昭和29年）3月31日 - 白坂村を編入
- 1954年（昭和29年）10月1日 - 小田川村を編入
- 1955年（昭和30年）
  - 3月1日 - 五箇村を編入
  - 8月 - 表郷村の関辺地区及び旗宿地区を境界変更により編入。
- 1970年（昭和45年）4月1日 - 国道289号が制定。
- 1975年（昭和50年）4月1日 - 国道294号の栃木県芳賀郡益子町 - 福島県白河市 - 福島県会津若松市の区間が制定。
- 2000年（平成12年） - 計量特定市の指定を返上し、業務を県に移管[5]。
- 2005年（平成17年）11月7日 - 旧白河市、西白河郡表郷村、大信村、東村の合体合併により、新市制の白河市が発足。同日、2代目市章を制定する。
- 2009年（平成21年）3月27日 - 中心市街地の活性化に関する法律に基づく「中心市街地活性化基本計画」認定。
- 2011年（平成23年）2月24日 - 地域における歴史的風致の維持及び向上に関する法律に基づく「歴史的風致維持向上計画」認定。
  - 上記二計画がともに認定されたのは全国で六番目である。
- 2011年 （平成23年）3月11日 - 東日本大震災では市内各域で震度6弱ないし6強を記録。六反山（葉ノ木平）が崩落し、12名が犠牲となる。

### 行政区域変遷
変遷の年表
| 白河市市域の変遷（年表） | 白河市市域の変遷（年表） | 白河市市域の変遷（年表） |
| 年                       | 月日                     | 現白河市市域に関連する行政区域変遷 |
| ------------------------ | ------------------------ | --- |
| 1889年（明治22年）       | 4月1日                   | 町村制施行に伴い、以下の町村がそれぞれ発足。 - 旧白河市 - 西白河郡 - 白河町 ← 白河町単独で町制施行 - 大沼村 ← 大村・久田野村・大和田村・本沼村 - 白坂村 ← 白坂村単独で村制施行 - 小田川村 ← 小田川村・泉田村・萱根村 - 五箇村 ← 双石村・借宿村・田島村・舟田村・板橋村・蕪内村 - 旧表郷村 - 西白河郡 - 古関村 ← 中野村・内松村・社田村・番沢村・関辺村・旗宿村 - 金山村 ← 金山村・梁森村・高木村・三森村・下羽原村 - 社村 ← 小松村・八幡村・中寺村・堀ノ内村・河東田村・深渡戸村 - 旧大信村 - 岩瀬郡 - 大屋村 ← 下小屋村・隈戸村・大里村 - 西白河郡 - 信夫村 ← 増見村・町屋村・上新城村・中新城村・下新城村・豊地村 - 旧東村 - 西白河郡 - 小野田村 ← 釜子村・千田村・形見村・栃本村・深仁井田村 - 釜子村 ← 釜子村・千田村・形見村・栃本村・深仁井田村 - 五箇村 ← 双石村・借宿村・田島村・舟田村・板橋村・蕪内村 |
| 1907年（明治40年）       | 4月1日                   | 五箇村の一部（蕪内）は釜子村に編入。 |
| 1949年（昭和24年）       | 4月1日                   | - 大沼村は白河町と合併し白河市が発足。 - 大屋村の一部（大里）が分立し大里村が発足。 |
| 1951年（昭和26年）       | 4月1日                   | 大屋村が岩瀬郡から西白河郡に移行。西白河郡大屋村になる。 |
| 1954年（昭和29年）       | 3月31日                  | 白坂村は白河市に編入され、消滅。 |
| 1954年（昭和29年）       | 10月1日                  | 小田川村は白河市に編入。 |
| 1955年（昭和30年）       | 2月1日                   | 古関村・金山村・社村が合併して表郷村が発足。 |
| 1955年（昭和30年）       | 3月1日                   | - 五箇村は白河市に編入。 - 小野田村・釜子村が合併して東村が発足。 |
| 1955年（昭和30年）       | 4月10日                  | 大屋村・信夫村が合併して大信村が発足。 |
| 1955年（昭和30年）       | 8月1日                   | 表郷村の一部（関辺・旗宿）は白河市に編入。 |
| 1955年（昭和30年）       | 8月20日                  | 東村の一部（小貫・太田輪）は石川郡浅川町に編入。 |
| 1966年（昭和41年）       |                          | 棚倉町の一部（金沢内、天王内の各一部）は表郷村に編入。 |
| 1970年（昭和45年）       |                          | - 表郷村の一部（下羽原の一部）は棚倉町に編入。 - 棚倉町の一部（堤・金沢内の各一部）は表郷村に編入。 |
| 2005年（平成17年）       | 11月7日                  | 表郷村は白河市・表郷村・東村・大信村とともに合併し白河市が発足。 |

市制・町村制以前の変遷表
| 市制町村制以前の白河市市域の変遷表 | 市制町村制以前の白河市市域の変遷表 | 市制町村制以前の白河市市域の変遷表 | 市制町村制以前の白河市市域の変遷表 | 市制町村制以前の白河市市域の変遷表 | 市制町村制以前の白河市市域の変遷表 |
| 1868年 以前                        | 1868年 以前                        | 1868年 以前                        | 明治元年 - 明治22年                | 明治元年 - 明治22年                | 明治22年 4月1日                    |
| ---------------------------------- | ---------------------------------- | ---------------------------------- | ---------------------------------- | ---------------------------------- | ---------------------------------- |
| 白河郡 （西白河郡）                |                                    | 新町                               | 明治9年 白河町                     | 白河町                             | 白河町                             |
| 白河郡 （西白河郡）                | 天神町                             |                                    | 明治9年 白河町                     | 白河町                             | 白河町                             |
| 白河郡 （西白河郡）                | 中町                               |                                    | 明治9年 白河町                     | 白河町                             | 白河町                             |
| 白河郡 （西白河郡）                | 本町                               |                                    | 明治9年 白河町                     | 白河町                             | 白河町                             |
| 白河郡 （西白河郡）                | 桜町                               |                                    | 明治9年 白河町                     | 白河町                             | 白河町                             |
| 白河郡 （西白河郡）                | 横町                               |                                    | 明治9年 白河町                     | 白河町                             | 白河町                             |
| 白河郡 （西白河郡）                | 十文字村                           |                                    | 明治9年 白河町                     | 白河町                             | 白河町                             |
| 白河郡 （西白河郡）                | 夏梨村                             |                                    | 明治9年 白河町                     | 白河町                             | 白河町                             |
| 白河郡 （西白河郡）                | 奉公人新田村                       |                                    | 明治9年 白河町                     | 白河町                             | 白河町                             |
| 白河郡 （西白河郡）                | 学田新田村の一部                   |                                    | 明治9年 白河町                     | 白河町                             | 白河町                             |
| 白河郡 （西白河郡）                |                                    | 大村                               | 明治9年 白河町                     | 明治15年 大村                      | 大沼村                             |
| 白河郡 （西白河郡）                | 久田野村                           |                                    |                                    |                                    | 大沼村                             |
| 白河郡 （西白河郡）                | 大和田村                           |                                    |                                    |                                    | 大沼村                             |
| 白河郡 （西白河郡）                | 本沼村                             |                                    |                                    |                                    | 大沼村                             |
| 白河郡 （西白河郡）                |                                    | 白坂村                             | 白坂村                             | 明治9年 白坂村                     | 白坂村                             |
| 白河郡 （西白河郡）                | 皮籠村                             |                                    |                                    | 明治9年 白坂村                     | 白坂村                             |
| 白河郡 （西白河郡）                | 学田新田村の一部                   |                                    |                                    | 明治9年 白坂村                     | 白坂村                             |
| 白河郡 （西白河郡）                |                                    | 小田川村                           | 小田川村                           | 小田川村                           | 小田川村                           |
| 白河郡 （西白河郡）                | 泉田村                             |                                    |                                    |                                    | 小田川村                           |
| 白河郡 （西白河郡）                |                                    | 根田村                             | 根田村                             | 明治10年 萱根村                    | 小田川村                           |
| 白河郡 （西白河郡）                | 新小萱村                           |                                    |                                    | 明治10年 萱根村                    | 小田川村                           |
| 白河郡 （西白河郡）                |                                    | 双石村                             | 双石村                             | 双石村                             | 五箇村                             |
| 白河郡 （西白河郡）                |                                    | 借宿村                             | 借宿村                             | 明治10年 借宿村                    | 五箇村                             |
| 白河郡 （西白河郡）                | 細倉村                             |                                    |                                    | 明治10年 借宿村                    | 五箇村                             |
| 白河郡 （西白河郡）                | 田島村                             |                                    |                                    |                                    | 五箇村                             |
| 白河郡 （西白河郡）                | 舟田村                             |                                    |                                    |                                    | 五箇村                             |
| 白河郡 （西白河郡）                | 板橋村                             |                                    |                                    |                                    | 五箇村                             |
| 白河郡 （西白河郡）                | 蕪内村                             |                                    |                                    |                                    | 五箇村                             |
| 白河郡 （西白河郡）                |                                    | 釜子村                             | 釜子村                             | 明治10年 釜子村                    | 釜子村                             |
| 白河郡 （西白河郡）                | 若栗新田村                         |                                    |                                    | 明治10年 釜子村                    | 釜子村                             |
| 白河郡 （西白河郡）                | 嘉左衛門新田村                     |                                    |                                    | 明治10年 釜子村                    | 釜子村                             |
| 白河郡 （西白河郡）                | 千田村                             |                                    |                                    |                                    | 釜子村                             |
| 白河郡 （西白河郡）                | 形見村                             |                                    |                                    |                                    | 釜子村                             |
| 白河郡 （西白河郡）                | 栃本村                             |                                    |                                    |                                    | 釜子村                             |
| 白河郡 （西白河郡）                | 深仁井田村                         |                                    |                                    |                                    | 釜子村                             |
| 白河郡 （西白河郡）                |                                    | 下野出島村                         | 下野出島村                         | 下野出島村                         | 小野田村の一部                     |
| 白河郡 （西白河郡）                |                                    | 上野出島村                         | 上野出島村                         | 明治9年 上野出島村                 | 小野田村の一部                     |
| 白河郡 （西白河郡）                | 大竹村                             |                                    |                                    | 明治9年 上野出島村                 | 小野田村の一部                     |
| 白河郡 （西白河郡）                |                                    | 関辺村                             | 関辺村                             | 関辺村                             | 古関村                             |
| 白河郡 （西白河郡）                | 旗宿村                             |                                    |                                    |                                    | 古関村                             |
| 白河郡 （西白河郡）                | 中野村                             |                                    |                                    |                                    | 古関村                             |
| 白河郡 （西白河郡）                | 内松村                             |                                    |                                    |                                    | 古関村                             |
| 白河郡 （西白河郡）                |                                    | 社仁井田村                         | 社仁井田村                         | 明治10年 社田村                    | 古関村                             |
| 白河郡 （西白河郡）                | 高萩新田村                         |                                    |                                    | 明治10年 社田村                    | 古関村                             |
| 白河郡 （西白河郡）                | 番沢村                             |                                    |                                    |                                    | 古関村                             |
| 白河郡 （西白河郡）                |                                    | 金山村                             | 金山村                             | 金山村                             | 金山村                             |
| 白河郡 （西白河郡）                | 梁森村                             |                                    |                                    |                                    | 金山村                             |
| 白河郡 （西白河郡）                | 高木村                             |                                    |                                    |                                    | 金山村                             |
| 白河郡 （西白河郡）                | 三森村                             |                                    |                                    |                                    | 金山村                             |
| 白河郡 （西白河郡）                | 下羽原村                           |                                    |                                    |                                    | 金山村                             |
| 白河郡 （西白河郡）                |                                    | 小松村                             | 小松村                             | 明治10年 小松村                    | 社村                               |
| 白河郡 （西白河郡）                | 小松新田村                         |                                    |                                    | 明治10年 小松村                    | 社村                               |
| 白河郡 （西白河郡）                |                                    | 関場村                             | 関場村                             | 明治10年 八幡村                    | 社村                               |
| 白河郡 （西白河郡）                | 宮村                               |                                    |                                    | 明治10年 八幡村                    | 社村                               |
| 白河郡 （西白河郡）                | 中寺村                             |                                    |                                    |                                    | 社村                               |
| 白河郡 （西白河郡）                | 堀ノ内村                           |                                    |                                    |                                    | 社村                               |
| 白河郡 （西白河郡）                | 河東田村                           |                                    |                                    |                                    | 社村                               |
| 白河郡 （西白河郡）                | 深渡戸村                           |                                    |                                    |                                    | 社村                               |
| 白河郡 （西白河郡）                |                                    | 増見村                             | 増見村                             | 増見村                             | 信夫村                             |
| 白河郡 （西白河郡）                | 町屋村                             |                                    |                                    |                                    | 信夫村                             |
| 白河郡 （西白河郡）                | 上新城村                           |                                    |                                    |                                    | 信夫村                             |
| 白河郡 （西白河郡）                | 中新城村                           |                                    |                                    |                                    | 信夫村                             |
| 白河郡 （西白河郡）                | 下新城村                           |                                    |                                    |                                    | 信夫村                             |
| 白河郡 （西白河郡）                |                                    | 飯土用村                           | 飯土用村                           | 明治9年 豊地村                     | 信夫村                             |
| 白河郡 （西白河郡）                | 大谷地村                           |                                    |                                    | 明治9年 豊地村                     | 信夫村                             |
| 岩瀬郡                             |                                    | 下小屋村                           | 下小屋村                           | 下小屋村                           | 大屋村 の一部                      |
| 岩瀬郡                             |                                    | 上小屋村                           | 上小屋村                           | 明治9年 隈戸村                     | 大屋村 の一部                      |
| 岩瀬郡                             | 滑里川村                           |                                    |                                    | 明治9年 隈戸村                     | 大屋村 の一部                      |

市制・町村制以後の変遷表
| 白河郡 （西白河郡） |            | 白河町     | 白河町          | 昭和24年4月1日 白河市         | 白河市                      | 平成17年11月7日 白河市 | 白河市 |
| 白河郡 （西白河郡） |            | 大村       | 大沼村          | 昭和24年4月1日 白河市         | 白河市                      | 平成17年11月7日 白河市 | 白河市 |
| 白河郡 （西白河郡） | 久田野村   |            | 大沼村          | 昭和24年4月1日 白河市         | 白河市                      | 平成17年11月7日 白河市 | 白河市 |
| 白河郡 （西白河郡） | 大和田村   |            | 大沼村          | 昭和24年4月1日 白河市         | 白河市                      | 平成17年11月7日 白河市 | 白河市 |
| 白河郡 （西白河郡） | 本沼村     |            | 大沼村          | 昭和24年4月1日 白河市         | 白河市                      | 平成17年11月7日 白河市 | 白河市 |
| 白河郡 （西白河郡） |            | 白坂村     | 白坂村          | 昭和29年3月31日 白河市に編入  | 白河市                      | 平成17年11月7日 白河市 | 白河市 |
| 白河郡 （西白河郡） |            | 小田川村   | 小田川村        | 昭和29年10月1日 白河市に編入  | 白河市                      | 平成17年11月7日 白河市 | 白河市 |
| 白河郡 （西白河郡） | 泉田村     |            | 小田川村        | 昭和29年10月1日 白河市に編入  | 白河市                      | 平成17年11月7日 白河市 | 白河市 |
| 白河郡 （西白河郡） | 萱根村     |            | 小田川村        | 昭和29年10月1日 白河市に編入  | 白河市                      | 平成17年11月7日 白河市 | 白河市 |
| 白河郡 （西白河郡） |            | 双石村     | 五箇村          | 五箇村                        | 昭和30年3月1日 白河市に編入 | 平成17年11月7日 白河市 | 白河市 |
| 白河郡 （西白河郡） | 借宿村     |            | 五箇村          | 五箇村                        | 昭和30年3月1日 白河市に編入 | 平成17年11月7日 白河市 | 白河市 |
| 白河郡 （西白河郡） | 田島村     |            | 五箇村          | 五箇村                        | 昭和30年3月1日 白河市に編入 | 平成17年11月7日 白河市 | 白河市 |
| 白河郡 （西白河郡） | 舟田村     |            | 五箇村          | 五箇村                        | 昭和30年3月1日 白河市に編入 | 平成17年11月7日 白河市 | 白河市 |
| 白河郡 （西白河郡） | 板橋村     |            | 五箇村          | 五箇村                        | 昭和30年3月1日 白河市に編入 | 平成17年11月7日 白河市 | 白河市 |
| 白河郡 （西白河郡） |            | 蕪内村     | 五箇村          | 明治40年4月1日 釜子村に編入   | 昭和30年3月1日 東村         | 平成17年11月7日 白河市 | 白河市 |
| 白河郡 （西白河郡） |            | 釜子村     | 釜子村          | 釜子村                        | 昭和30年3月1日 東村         | 平成17年11月7日 白河市 | 白河市 |
| 白河郡 （西白河郡） | 千田村     |            | 釜子村          | 釜子村                        | 昭和30年3月1日 東村         | 平成17年11月7日 白河市 | 白河市 |
| 白河郡 （西白河郡） | 形見村     |            | 釜子村          | 釜子村                        | 昭和30年3月1日 東村         | 平成17年11月7日 白河市 | 白河市 |
| 白河郡 （西白河郡） | 栃本村     |            | 釜子村          | 釜子村                        | 昭和30年3月1日 東村         | 平成17年11月7日 白河市 | 白河市 |
| 白河郡 （西白河郡） | 深仁井田村 |            | 釜子村          | 釜子村                        | 昭和30年3月1日 東村         | 平成17年11月7日 白河市 | 白河市 |
| 白河郡 （西白河郡） |            | 下野出島村 | 小野田村 の一部 | 小野田村の一部                | 昭和30年3月1日 東村         | 平成17年11月7日 白河市 | 白河市 |
| 白河郡 （西白河郡） | 上野出島村 |            | 小野田村 の一部 | 小野田村の一部                | 昭和30年3月1日 東村         | 平成17年11月7日 白河市 | 白河市 |
| 白河郡 （西白河郡） |            | 関辺村     | 古関村          | 昭和30年8月1日 白河市に編入   | 昭和30年8月1日 白河市に編入 | 平成17年11月7日 白河市 | 白河市 |
| 白河郡 （西白河郡） | 旗宿村     |            | 古関村          | 昭和30年8月1日 白河市に編入   | 昭和30年8月1日 白河市に編入 | 平成17年11月7日 白河市 | 白河市 |
| 白河郡 （西白河郡） |            | 中野村     | 古関村          | 昭和30年2月1日 表郷村         | 昭和30年2月1日 表郷村       | 平成17年11月7日 白河市 | 白河市 |
| 白河郡 （西白河郡） | 内松村     |            | 古関村          | 昭和30年2月1日 表郷村         | 昭和30年2月1日 表郷村       | 平成17年11月7日 白河市 | 白河市 |
| 白河郡 （西白河郡） | 社田村     |            | 古関村          | 昭和30年2月1日 表郷村         | 昭和30年2月1日 表郷村       | 平成17年11月7日 白河市 | 白河市 |
| 白河郡 （西白河郡） | 番沢村     |            | 古関村          | 昭和30年2月1日 表郷村         | 昭和30年2月1日 表郷村       | 平成17年11月7日 白河市 | 白河市 |
| 白河郡 （西白河郡） |            | 金山村     | 金山村          | 昭和30年2月1日 表郷村         | 昭和30年2月1日 表郷村       | 平成17年11月7日 白河市 | 白河市 |
| 白河郡 （西白河郡） | 梁森村     |            | 金山村          | 昭和30年2月1日 表郷村         | 昭和30年2月1日 表郷村       | 平成17年11月7日 白河市 | 白河市 |
| 白河郡 （西白河郡） | 高木村     |            | 金山村          | 昭和30年2月1日 表郷村         | 昭和30年2月1日 表郷村       | 平成17年11月7日 白河市 | 白河市 |
| 白河郡 （西白河郡） | 三森村     |            | 金山村          | 昭和30年2月1日 表郷村         | 昭和30年2月1日 表郷村       | 平成17年11月7日 白河市 | 白河市 |
| 白河郡 （西白河郡） | 下羽原村   |            | 金山村          | 昭和30年2月1日 表郷村         | 昭和30年2月1日 表郷村       | 平成17年11月7日 白河市 | 白河市 |
| 白河郡 （西白河郡） |            | 小松村     | 社村            | 昭和30年2月1日 表郷村         | 昭和30年2月1日 表郷村       | 平成17年11月7日 白河市 | 白河市 |
| 白河郡 （西白河郡） | 八幡村     |            | 社村            | 昭和30年2月1日 表郷村         | 昭和30年2月1日 表郷村       | 平成17年11月7日 白河市 | 白河市 |
| 白河郡 （西白河郡） | 中寺村     |            | 社村            | 昭和30年2月1日 表郷村         | 昭和30年2月1日 表郷村       | 平成17年11月7日 白河市 | 白河市 |
| 白河郡 （西白河郡） | 堀ノ内村   |            | 社村            | 昭和30年2月1日 表郷村         | 昭和30年2月1日 表郷村       | 平成17年11月7日 白河市 | 白河市 |
| 白河郡 （西白河郡） | 河東田村   |            | 社村            | 昭和30年2月1日 表郷村         | 昭和30年2月1日 表郷村       | 平成17年11月7日 白河市 | 白河市 |
| 白河郡 （西白河郡） | 深渡戸村   |            | 社村            | 昭和30年2月1日 表郷村         | 昭和30年2月1日 表郷村       | 平成17年11月7日 白河市 | 白河市 |
| 白河郡 （西白河郡） |            | 増見村     | 信夫村          | 信夫村                        | 昭和30年4月10日 大信村      | 平成17年11月7日 白河市 | 白河市 |
| 白河郡 （西白河郡） | 町屋村     |            | 信夫村          | 信夫村                        | 昭和30年4月10日 大信村      | 平成17年11月7日 白河市 | 白河市 |
| 白河郡 （西白河郡） | 上新城村   |            | 信夫村          | 信夫村                        | 昭和30年4月10日 大信村      | 平成17年11月7日 白河市 | 白河市 |
| 白河郡 （西白河郡） | 中新城村   |            | 信夫村          | 信夫村                        | 昭和30年4月10日 大信村      | 平成17年11月7日 白河市 | 白河市 |
| 白河郡 （西白河郡） | 下新城村   |            | 信夫村          | 信夫村                        | 昭和30年4月10日 大信村      | 平成17年11月7日 白河市 | 白河市 |
| 白河郡 （西白河郡） | 豊地村     |            | 信夫村          | 信夫村                        | 昭和30年4月10日 大信村      | 平成17年11月7日 白河市 | 白河市 |
| 岩瀬郡              |            | 下小屋村   | 大屋村 の一部   | 昭和26年4月1日 西白河郡に移行 | 昭和30年4月10日 大信村      | 平成17年11月7日 白河市 | 白河市 |
| 岩瀬郡              | 隈戸村     |            | 大屋村 の一部   | 昭和26年4月1日 西白河郡に移行 | 昭和30年4月10日 大信村      | 平成17年11月7日 白河市 | 白河市 |

## 行政
- 市長：鈴木和夫（2007年7月29日就任、5期目）

### 歴代市長
旧白河市長
| 代 | 氏名       | 就任                      | 退任                      | 備考       |
| -- | ---------- | ------------------------- | ------------------------- | ---------- |
| 1  | 田中仲三   | 1949年（昭和24年）5月13日 | 1953年（昭和28年）4月15日 |            |
| 2  | 中目瑞男   | 1953年（昭和28年）4月30日 | 1957年（昭和32年）4月29日 |            |
| 3  | 木ノ戸徳重 | 1957年（昭和32年）4月30日 | 1973年（昭和48年）4月29日 |            |
| 4  | 今井英二   | 1973年（昭和48年）4月30日 | 1981年（昭和56年）4月29日 |            |
| 5  | 小野亀八郎 | 1981年（昭和56年）4月30日 | 1989年（平成元年）4月29日 |            |
| 6  | 今井英二   | 1989年（平成元年）4月30日 | 1994年（平成6年）7月13日  | 在任中死去 |
| 7  | 今井忠光   | 1994年（平成6年）8月28日  | 2002年（平成14年）8月27日 |            |
| 8  | 成井英夫   | 2002年（平成14年）8月28日 | 2005年（平成17年）11月6日 |            |

白河市長
| 代 | 氏名     | 就任                      | 退任                      | 備考       |
| -- | -------- | ------------------------- | ------------------------- | ---------- |
| 1  | 成井英夫 | 2005年（平成17年）12月4日 | 2007年（平成19年）6月26日 | 在任中死去 |
| 2  | 鈴木和夫 | 2007年（平成19年）7月29日 | 現職                      |            |

## 姉妹都市・提携都市
海外
- コンピエーニュ市（フランス共和国）:1988年(昭和63年)10月20日締結
- アノーカ市（アメリカ合衆国 ミネソタ州）:2002年(平成14年)10月13日締結

国内
- 埼玉県行田市
- 埼玉県戸田市
- 三重県桑名市

行田市と桑名市は、江戸時代に忍藩（現行田市）、桑名藩との間で、阿部氏と諸松平氏の移封があった縁から（文政6年（1823年）の三方領知替え）。戸田市は、旧大信村との姉妹関係を合併後も引き継いだもの。

## 経済

### 製造業
- 桜乳業
- 住友ゴム工業白河工場
- デノン白河ワークス
- UHA味覚糖福島工場
- 日本金属福島工場
- EAファーマ福島事業所
- 朝日ラバー白河工場
- 春雪さぶーる・サガミハム白河工場
- フランスベッド東北工場
- パナソニック白河工場
- 三菱ガス化学QOLイノベーションセンター白河[8]

### 商業施設
- メガステージ白河
- ベイシア白河モール
- ヨークタウン白河横町
- わしお（現在はリオン・ドールコーポレーションの子会社として営業）
- とぴあ104
- みやぎ生活協同組合コープふくしま天神町店（旧・CO・OPBESTA白河店）

### 預貯金取扱金融機関
- 東邦銀行（指定金融機関） 3支店
- 常陽銀行 1支店
- 福島銀行 1支店
- 大東銀行 2支店
- 白河信用金庫 6支店
- 福島県商工信用組合 1支店
- 東北労働金庫 1支店
- 夢みなみ農業協同組合 5支店
- 東西しらかわ農業協同組合 2支店

### その他
- IDCフロンティア白河データセンター[9]

## 学校

### 高等学校
- 福島県立白河高等学校
- 福島県立白河旭高等学校
- 福島県立白河実業高等学校
- 福島県立白河第二高等学校 - 夜間定時制

### 中学校
- 白河市立白河中央中学校
- 白河市立白河第二中学校
- 白河市立東北中学校

- 白河市立白河南中学校
- 白河市立五箇中学校
- 白河市立表郷中学校

- 白河市立東中学校
- 白河市立大信中学校

### 小学校
- 白河市立白河第一小学校
- 白河市立白河第二小学校
- 白河市立白河第三小学校
- 白河市立白河第四小学校
- 白河市立白河第五小学校

- 白河市立小田川小学校
- 白河市立五箇小学校
- 白河市立関辺小学校
- 白河市立みさか小学校
- 白河市立表郷小学校

- 白河市立釜子小学校
- 白河市立小野田小学校
- 白河市立大信小学校

## 交通

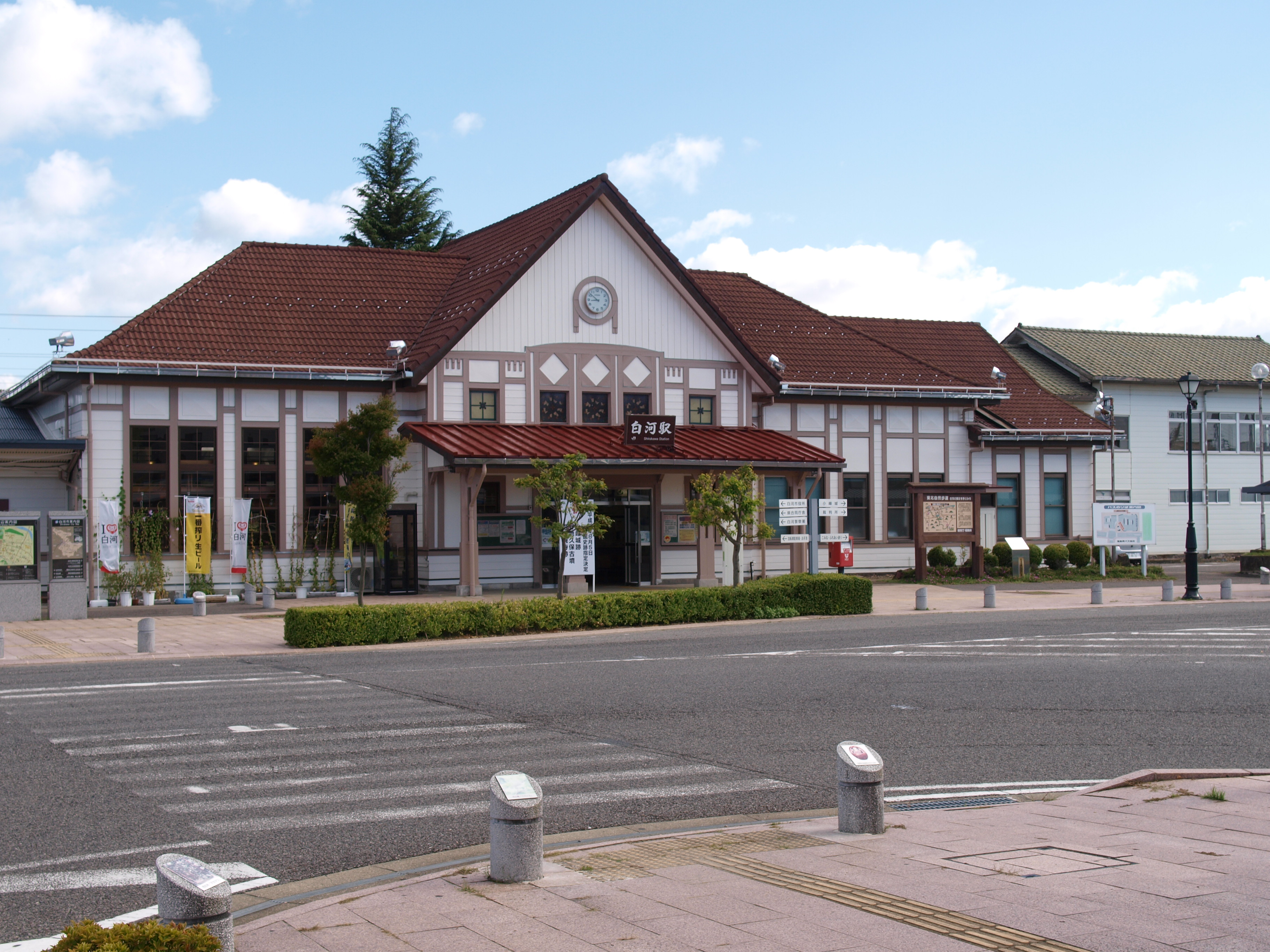
白河駅

### 鉄道
- 東日本旅客鉄道（JR東日本）
  - ■東北本線（中心駅：白河駅）
    - 白坂駅 - （西郷村） - 白河駅 - 久田野駅

新白河駅の所在地は西郷村だが、新幹線ホームの一部が白河市にかかっている。

### バス
- 福島交通
- JRバス関東

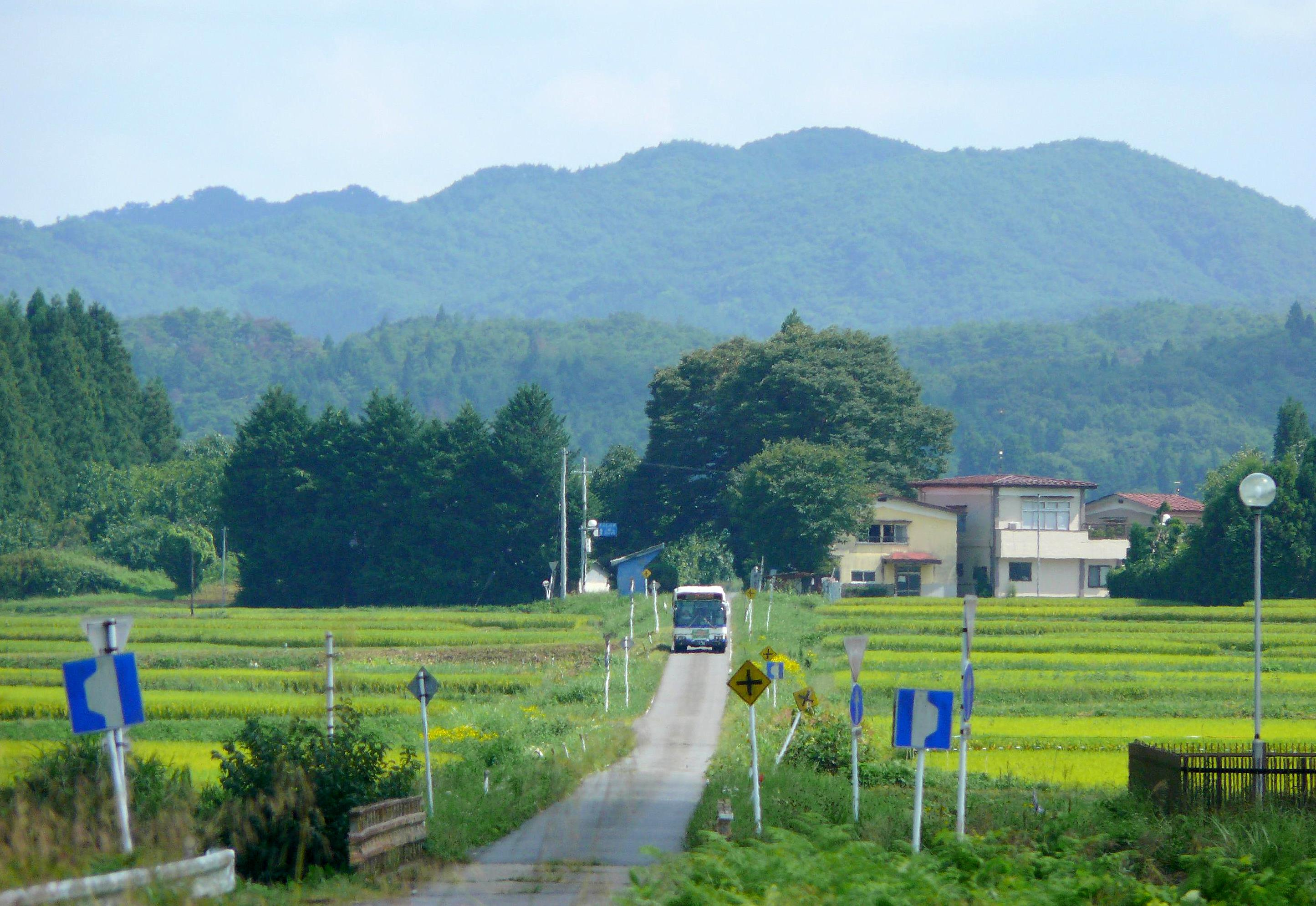
白棚線

  - 市内に福島交通白河営業所・ジェイアールバス関東白河支店が設置されている
  - JRバス白棚線は、もと鉄道のバス専用道路を経由する。
- 白河市循環バス
- 表郷地域巡回バス （旧表郷村地区を運行）
- 大信地域自主運行バス
  - 白河市大信と矢吹町との間の福島交通バス路線が廃止され、代替として運行されている。
- 東地域巡回バス （旧東村地区を運行）

### 高速バス
東北自動車道の西郷バスストップからは下記の路線が利用可能。
- あぶくま号（新宿 - 西郷BS・郡山・福島）＜福島交通・JRバス東北＞
- あだたら号（新越谷・浦和美園・佐野新都市 - 西郷BS・郡山）＜福島交通・東武バスセントラル＞
- ギャラクシー号（福島・郡山・西郷BS - 京都・大阪）＜福島交通・近鉄バス＞
- 夜行高速バス（福島・郡山・西郷BS - 名古屋）＜福島交通・名鉄バス＞

### 道路
高速道路
- E4東北自動車道
  - (14)白河IC（西郷村）- (BS)西郷BS（西郷村） - (14-1)白河中央スマートIC - (PA)阿武隈PA

国道
- 国道4号
- 国道289号
- 国道294号

福島県道
- 福島県道11号白河石川線
- 福島県道37号白河羽鳥線
- 福島県道44号棚倉矢吹線
- 福島県道58号矢吹天栄線
- 福島県道75号塙泉崎線
- 福島県道76号伊王野白河線
- 福島県道139号母畑白河線
- 福島県道183号白坂停車場線
- 福島県道184号白坂停車場小田倉線
- 福島県道185号久田野停車場線
- 福島県道232号南湖公園線
- 福島県道277号社田浅川線
- 福島県道278号釜子金山線
- 福島県道279号高萩久田野停車場線
- 福島県道280号中野番沢線
- 福島県道281号増見小田倉線
- 福島県道282号十日市矢吹線
- 福島県道388号白坂関辺線

道路通称名
- 小峰通り
- 外堀通り
- 新白河大通り
- ゆりのき通り
- せせらぎ通り

## 観光
- 白河関跡 - 国の史跡

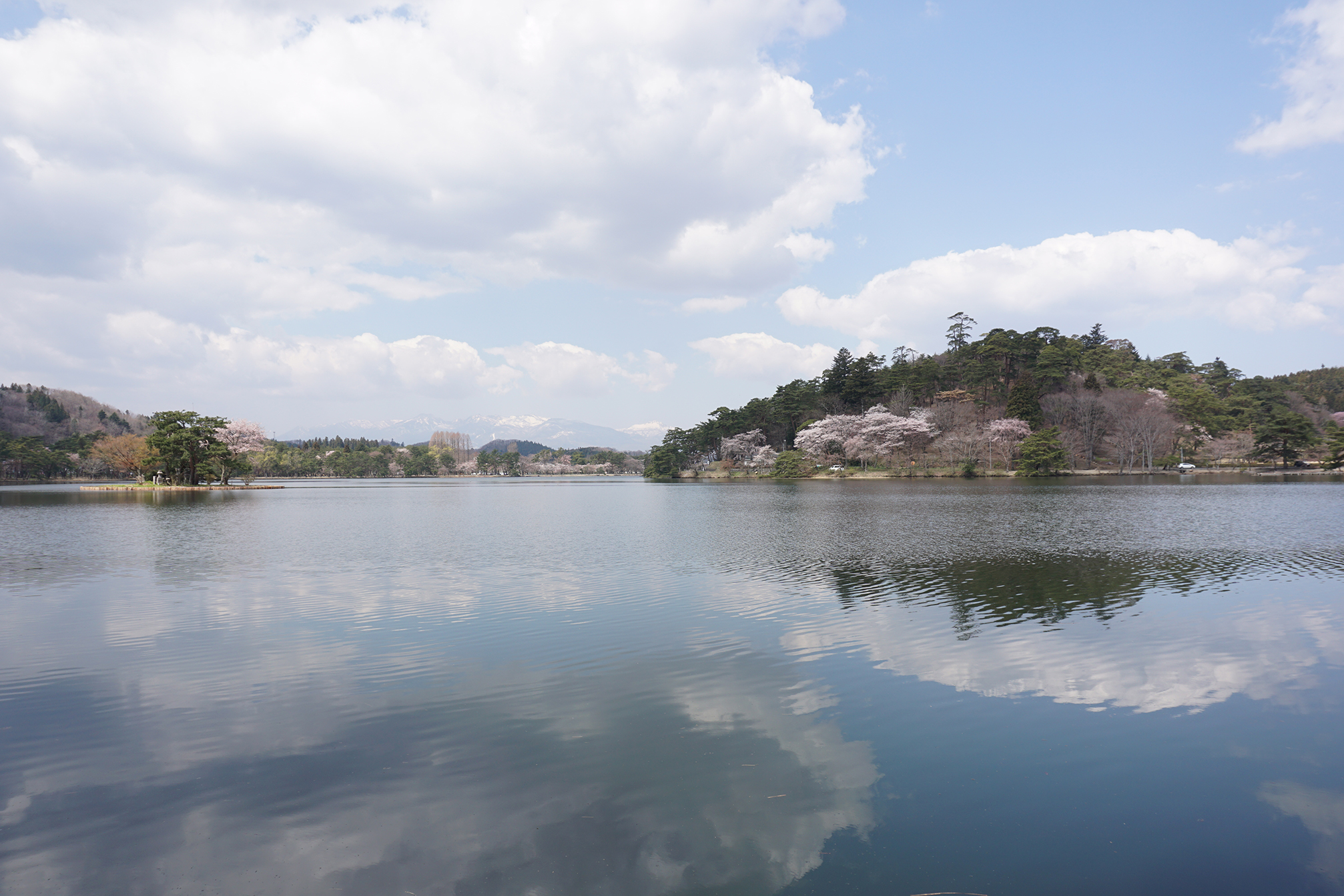
南湖公園

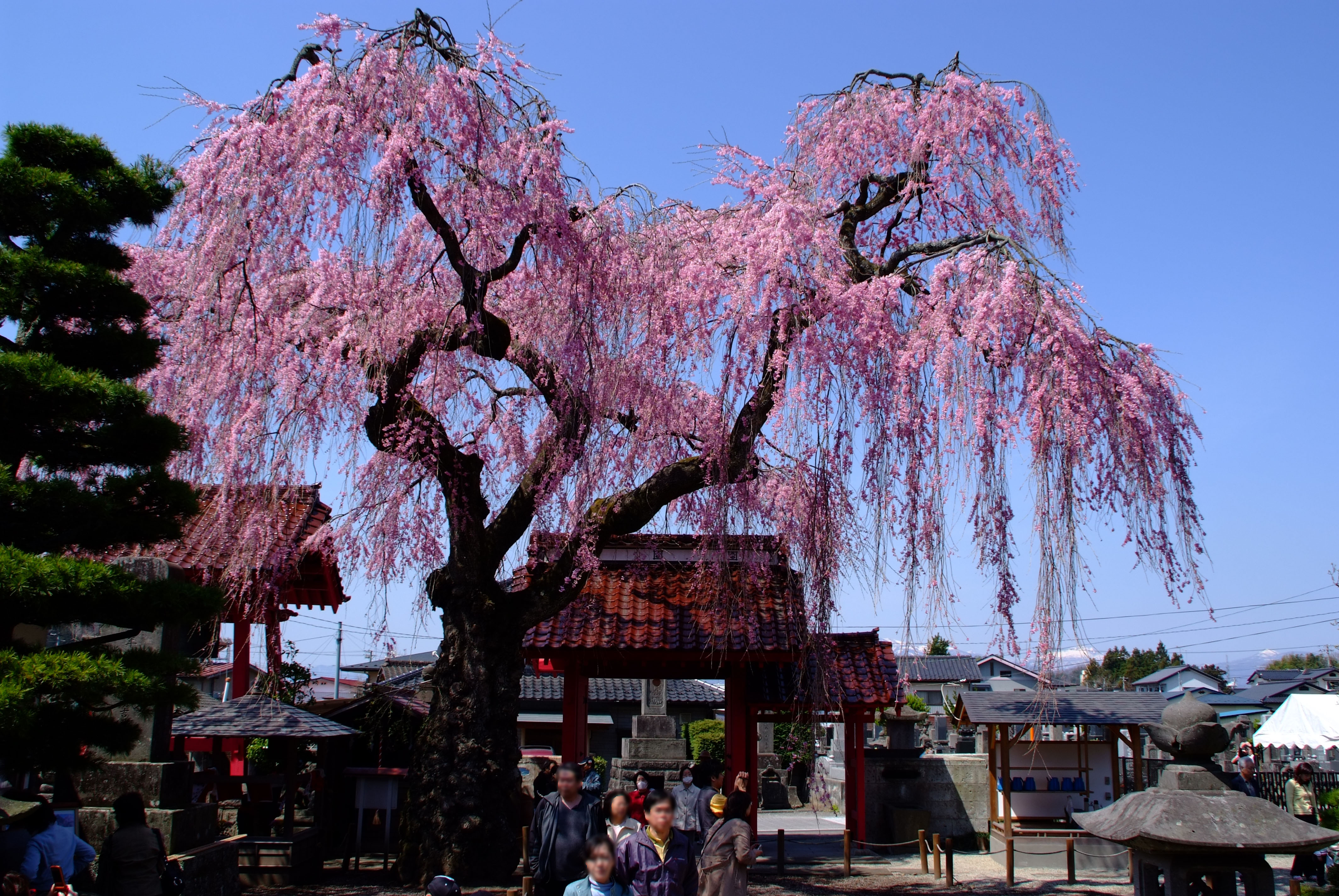
妙関寺の乙姫桜

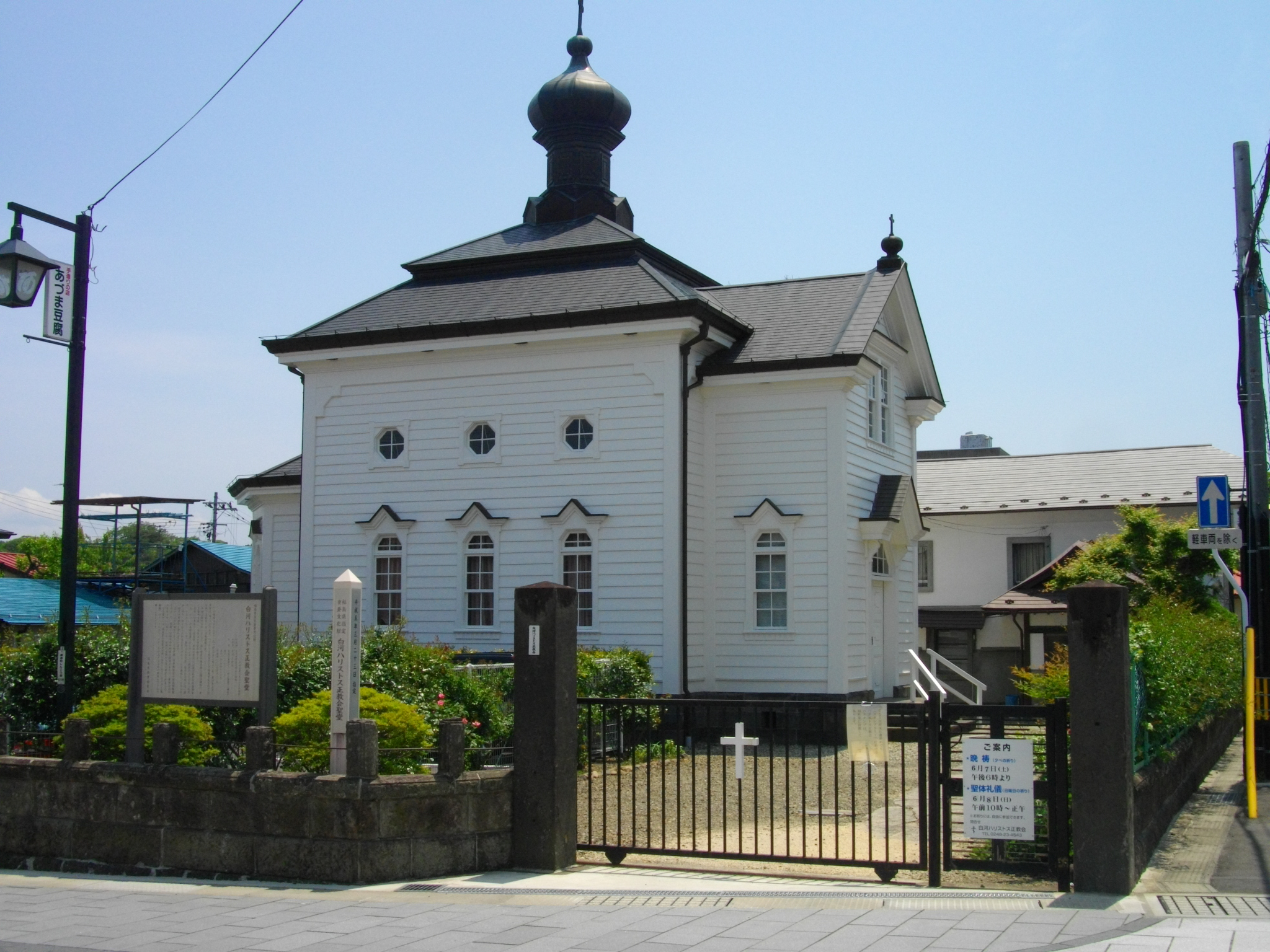
白河ハリストス正教会

- 南湖公園 - 日本最古の公園、国の史跡及び名勝
- 白河小峰城 - 日本100名城、東北三名城の一つ
- 白河集古苑 - 歴代城主などの遺品を展示
- 白河市歴史民俗資料館 - 古代～近世までの歴史出土物を展示
- 中山義秀記念文学館-20世紀の著名な歴史小説家中山義秀の生地に建てられた、彼の文学世界の記念展示館。優れた歴史小説を対象にした、中山義秀文学賞が1993年創設され、毎年優れた歴史時代小説に授与されている。
- まほろん -　文化財センター
- 白川城 - 搦目城
- 白河舟田・本沼遺跡群 - 国史跡
- 丹羽長重の墓・霊廟 - 隣に、18世紀前半に白河藩主を務めた松平直矩（なおのり）、松平基知（もとちか）父子の墓、また小南湖（しょうなんこ）と呼ばれる池がある
- 鹿嶋神社 - 旧日本海軍の軽巡洋艦「阿武隈」の艦内神社はこの神社から分祀している
- 戊辰戦争の古戦場 - 稲荷山他市内に数箇所
- 白河提灯祭り - 日本三大儀式祭りの一つ　西暦奇数年9月中旬
- 白河だるま市 - 2月11日に開催
- 安珍堂 - 安珍・清姫伝説で知られる安珍は当地出身の僧侶と言われており、その安珍を祀った堂が市内萱根根田地区にある
- 白河天道念仏さんじもさ踊り - 毎年7月第一日曜日に市内関辺地区の八幡神社境内で行われる　五穀豊穣を祈る除蝗祭で、「さんじもさ」は、「山神様よ」がなまったものといわれている。
- アウシュヴィッツ平和博物館

### 温泉
- きつねうち温泉

### 名産
- 白河ラーメン
- 白河だるま

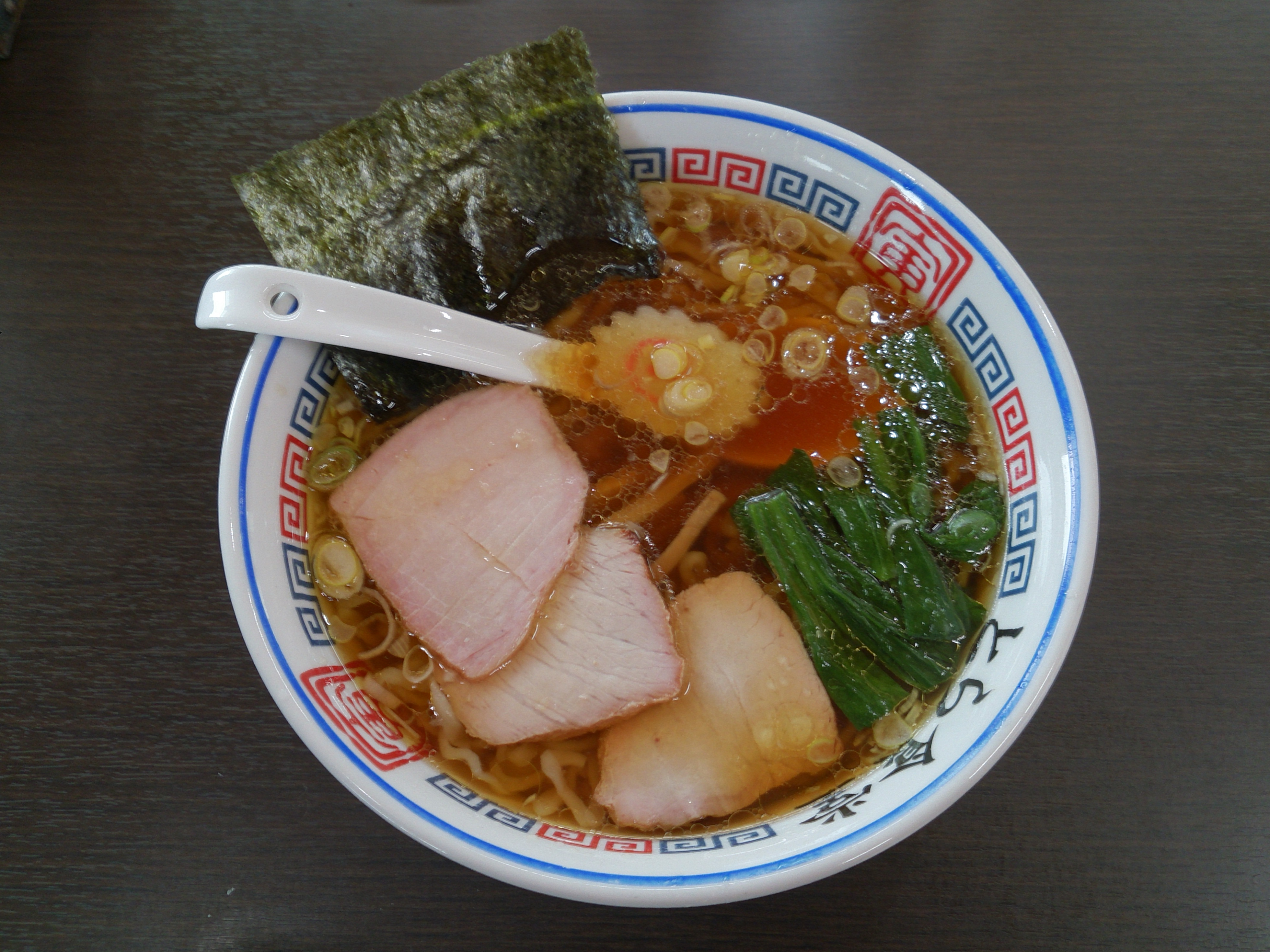
白河ラーメン

- 和菓子 - 江戸期創業の店を始め市内にいくつか点在している
- 蕎麦 - かって日本三大蕎麦処と称えられた
- 白河石 - 白河地方で産出される安山岩
- ビャッコイ - 日本国内では白河市表郷金山にのみ自生する植物
- 白河高原清流豚

### キャラクター
- 小峰シロ - 観光物産協会が作った白河小峰城とおとめ桜をモチーフにしたご当地萌えキャラ
- ダルライザー - 商工会議所青年部が作った白河だるまをモチーフにしたご当地ヒーロー
- しらかわん - 白河のPRを行うご当地ゆるキャラ

## 著名人

### 出身者
- 安珍 - 安珍・清姫伝説
- 蒲生羅漢 - 南画家
- 関根正二 - 洋画家
- 今井珠泉 - 日本画家
- 大谷五花村 - 川柳
- 岩淵悦太郎 - 岩波辞書編纂
- 中山義秀 - 歴史小説
- 荒井壽夫 - 滋賀大学名誉教授
- 駒木敏 - 同志社大学博士課程教授
- 上原政兵衛 - 原皮毛皮貿易商　上原商事会長　旧姓松島
- 松島瀧三 - 日本毛皮革代表
- 鈴木義男 - 憲法学者
- 瀬谷俊雄 - 東邦銀行会長
- 村田秀三 ‐ 参議院議員
- サトウトシキ - 映画監督
- 矢吹公郎 - 映画監督
- 小林正美 - 漫画家
- 藤田敦史 - マラソン選手
- 松井達徳 - プロ野球選手
- 班目秀雄 - 競輪選手
- 班目真紀夫 - 自転車競技選手
- 伏見俊昭 - 競輪選手
- 沼田弥一 - 自転車競技選手
- 阿部篤史 - バレーボール選手
- はんざわかおり - 漫画家
- 有島モユ - 声優
- 橋本まい - 声優
- よのひかり - 声優　ナレーター
- 山下聖良 - 女優　歌手
- 吉田菫 - ガールズバンドSilent Siren のボーカル
- MU-TON -  ラッパー  2018年ULTIMATE MC BATTLE、2020年戦極MCBATTLE22章優勝
- 高木エレナ - ハンドボール選手

### ゆかりの著名人
- 結城宗広 - 南朝方の武将
- 松平定信 - 白河藩主
- 池谷薫 - 映画監督
- 渡辺保 - 演劇評論家
- 千葉節子 - 詩人、美術家、ポエトリーパフォーマー、英国アルパイン国際コンクール・ショートリステドアーティスト、作家　90年代後半より移住

## 作品
白河市が舞台となっている作品
アニメ
- こみっくがーるず

映画
- ビターコーヒーライフ
- トテチータ・チキチータ
- ライズ-ダルライザーTHE MOVIE